# William Jaggard
William Jaggard (c. 1568 – 1623 de Novembro) foi um editor inglês conhecido por sua conexão com os textos de William Shakespeare, mais notavelmente o primeiro fólio das peças de Shakespeare. A loja de Jaggard ficava "no sinal da Half-Eagle and key em Barbican. 